# Rhizocarpon polycarpum
Rhizocarpon polycarpum är en lavart som först beskrevs av Hepp, och fick sitt nu gällande namn av Theodor 'Thore' Magnus Fries. Rhizocarpon polycarpum ingår i släktet Rhizocarpon och familjen Rhizocarpaceae.  Arten är reproducerande i Sverige. Inga underarter finns listade i Catalogue of Life.